# Фламенко-Бич
Фламенко-Бич — общественный пляж на карибском острове Кулебра испанский: [kuˈleβɾa]. Он известен своими мелкими бирюзовыми водами, белым песком, местами для купания и местами для дайвинга. Он простирается на 1,5 км вокруг защищённого залива в форме подковы. Фламенко-Бич — популярное пляжное направление как для Кулебры, так и для Пуэрто-Рико. В марте 2014 года пляж Фламенко занял 3-е место среди лучших пляжей мира по версии TripAdvisor Travelers' Choice Award. В августе 2016 года было объявлено, что пляж вернул себе статус пляжа Голубого флага.

## География
Фламенко находится на северном берегу Кулебры. Его название на испанском языке (пляж фламинго) происходит от многочисленных карибских фламинго (Phoenicopterus ruber), которые когда-то были обычным явлением в лагуне Фламенко. Пляж расположен на подковообразной полосе побережья шириной в 800 м. Пляж граничит с национальным заповедником дикой природы Кулебры, который сам по себе является одним из старейших заповедников дикой природы в Соединённых Штатах. У побережья Фламенко, примерно в 400 м, находится риф, где прерывается прибой. Отличительной чертой Фламенко является белый песок пляжа и мелководье с чистой водой.

### Флора и фауна
Воды у пляжа Фламенко являются домом для рыб-попугаев, голубого хирурга, нескольких видов губанов и других видов карибских морских рыб. Также наблюдаются виды ракообразных, такие как краб-призрак. Каждое лето около 50 000 морских птиц прилетают на полуостров Фламенко Кулебры для гнездования, в основном это тёмные крачки и другие мигрирующие виды. Летние посетители пляжа Фламенко знакомы с ними, поскольку они часто кормятся в этом районе в больших количествах. К сентябрю птицы собирают выводок и улетают в море, чтобы на следующее лето вернуться домой. Иногда можно увидеть кожистых морских черепах и бисс, поскольку пляжи архипелага Кулебра также являются основным местом размножения для них, а прилегающие заросли морской травы служат убежищем и пищей для зелёных морских черепах.

### Танки
Уникальной особенностью этого нетронутого и красивого пляжа являются два ржавых корпуса старых танков M4 Sherman, которые были оставлены ВМС США в 1975 году, после их ухода с Фламенко-Бич, который использовался ими в качестве полигона для испытаний оружия более 30 лет. В то время как солёные ветры с моря воздействовали на металл, заставляя его быстро ржаветь и рассыпаться. Местные жители и приезжие часто украшали их, покрывая сильно изъеденные коррозией громады слоями красочных граффити. Сегодня танки все ещё сохранились.

## Галерея

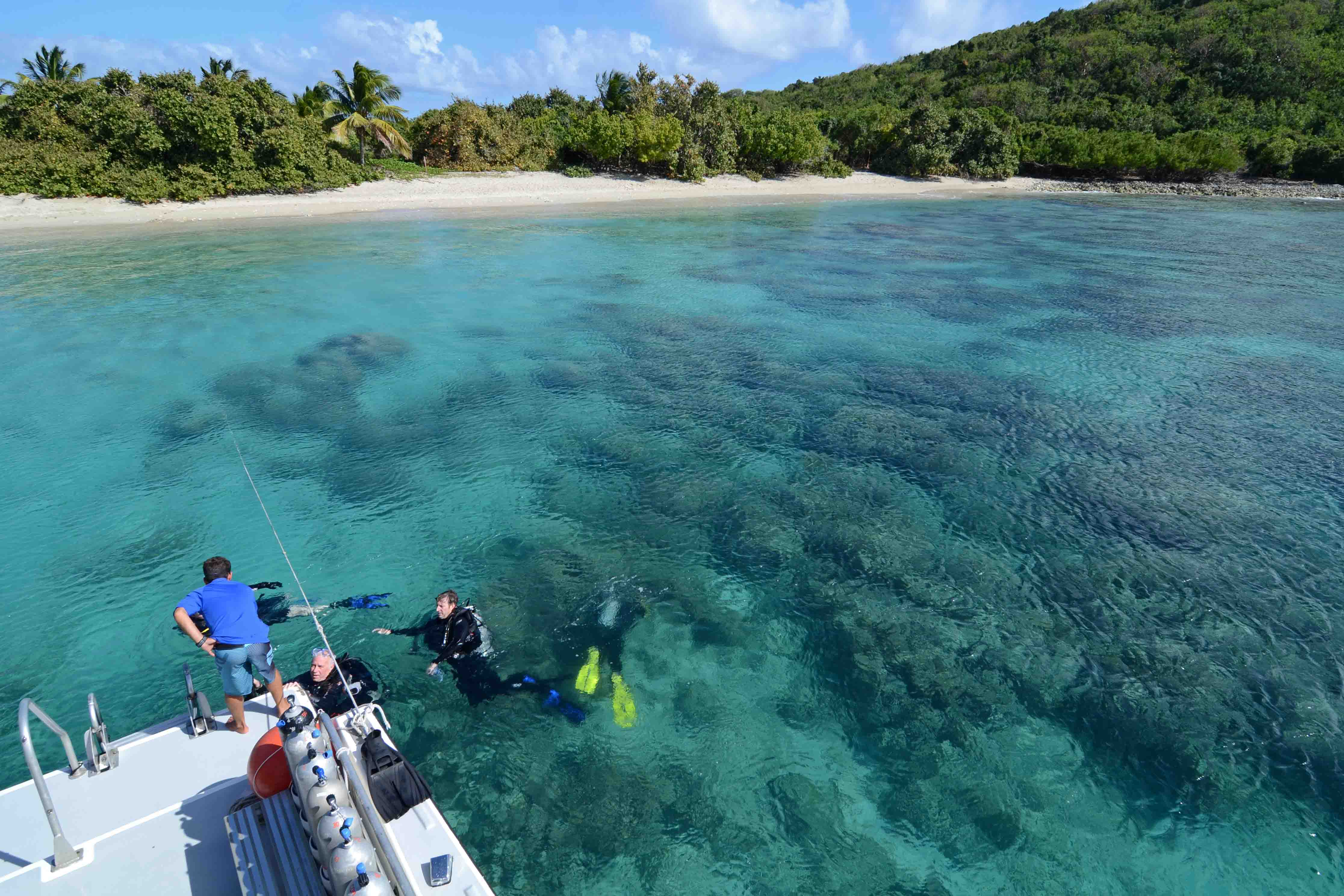
Дайв-сайты на пляже
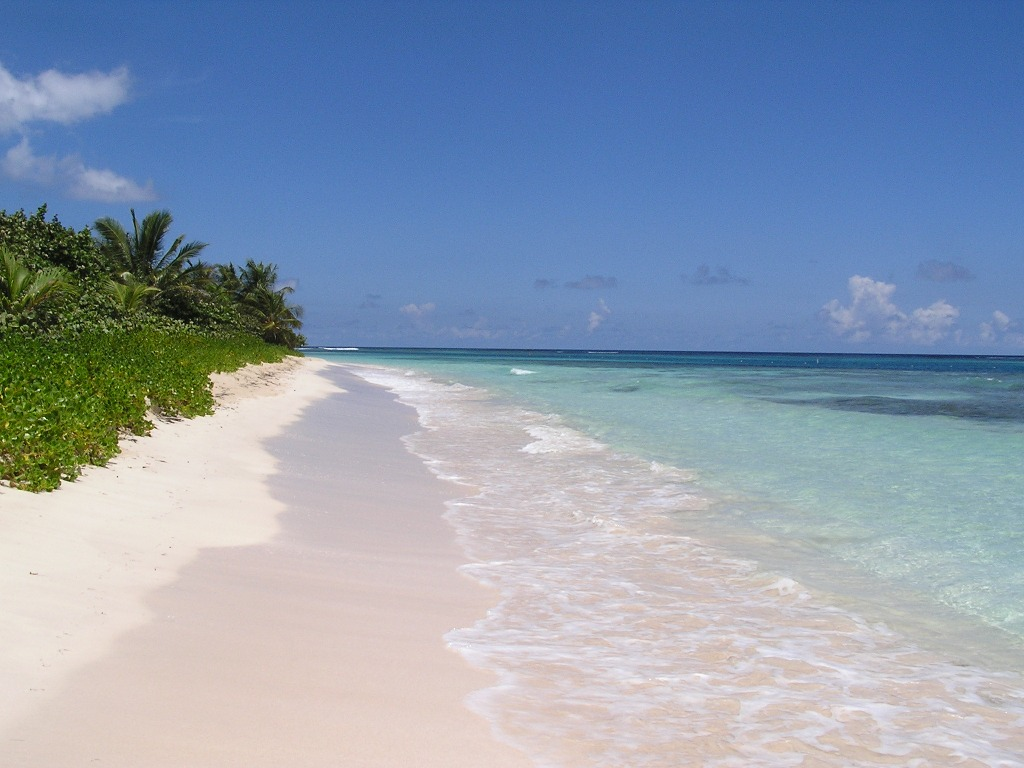
Изолированная часть Фламенко-Бич
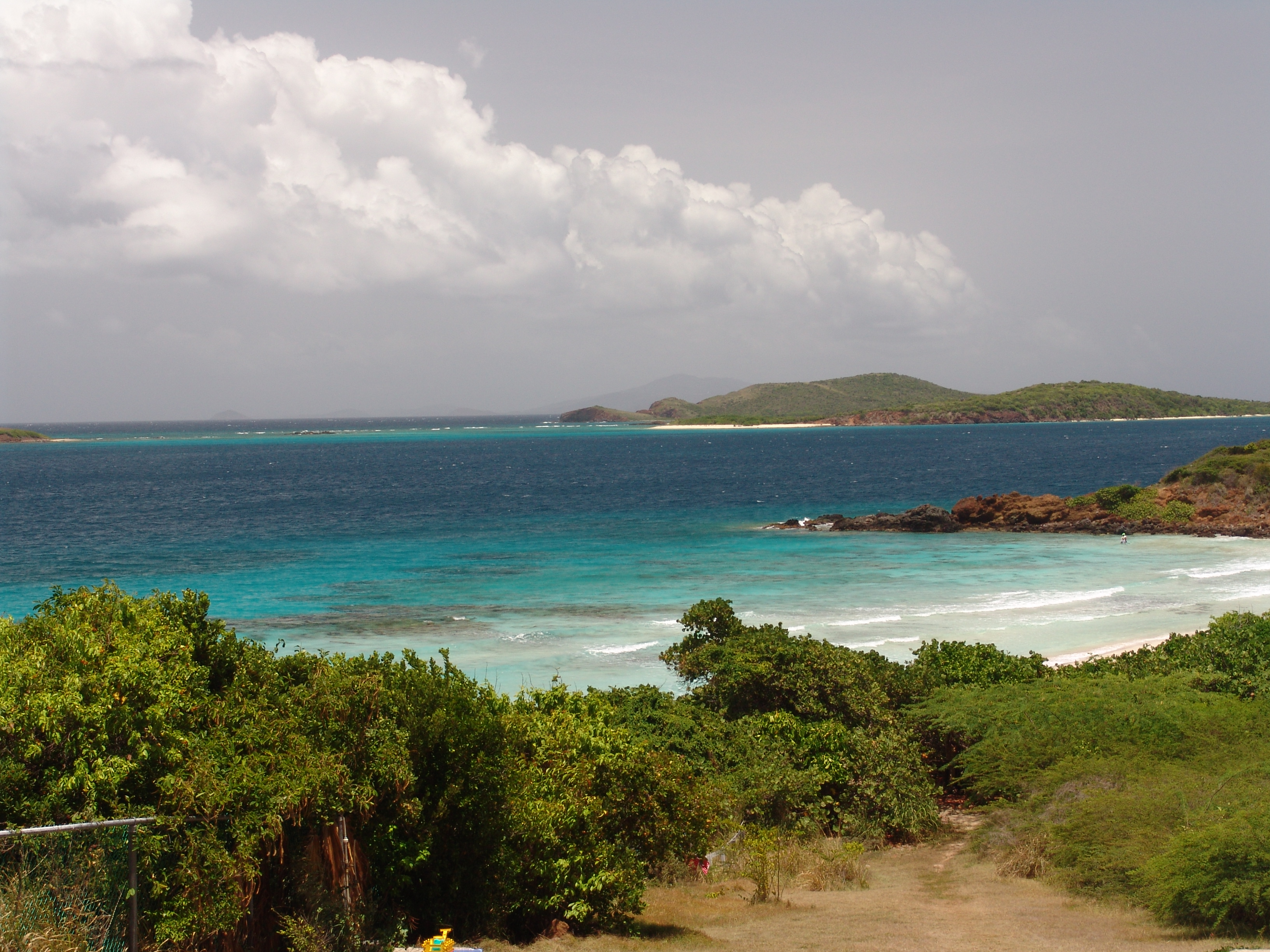
общий вид
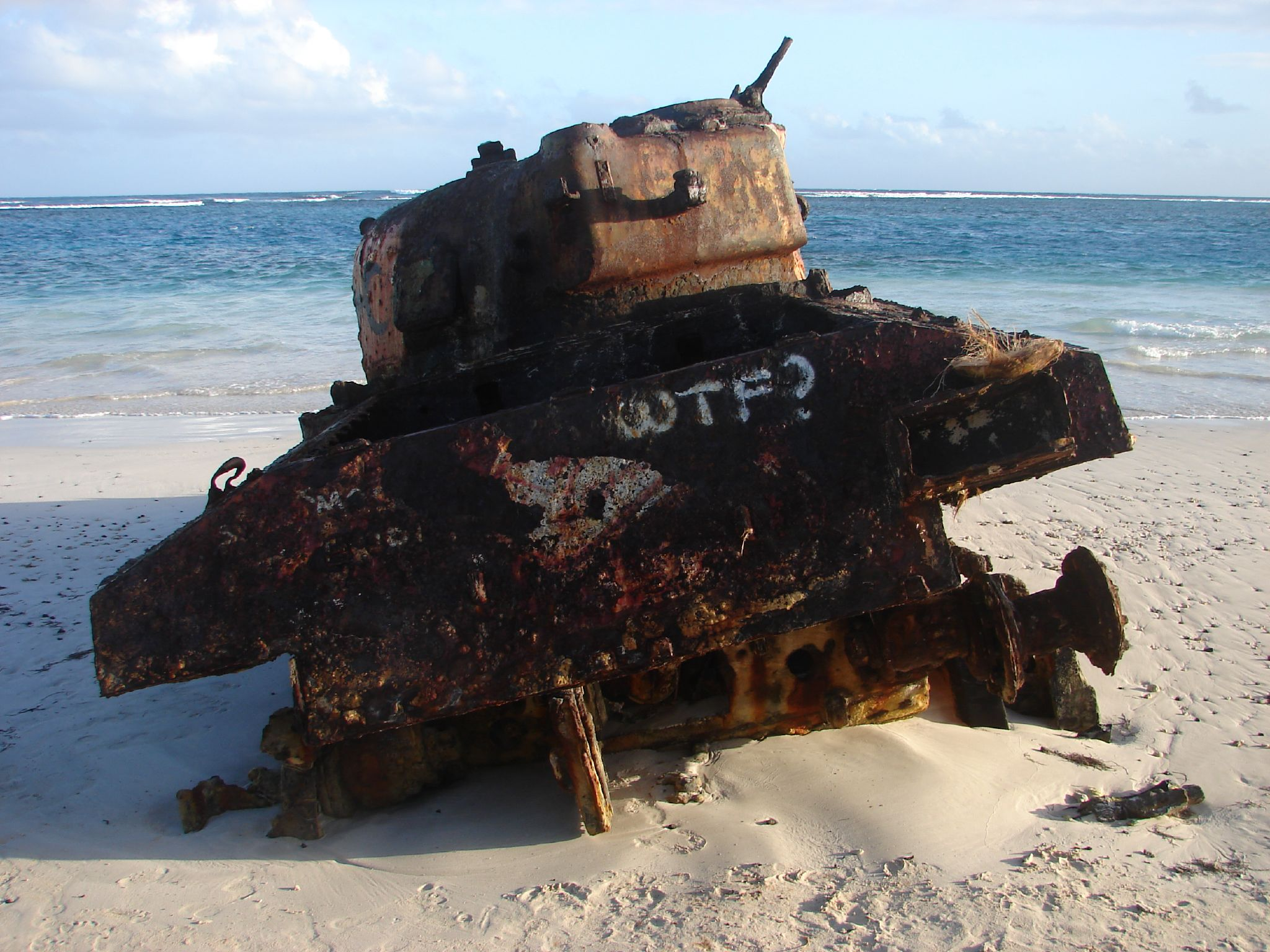
"WTF?" сделанное аэрозольной краской на задней части танка «Шерман», оставшегося после стрелковых учений американских военных.
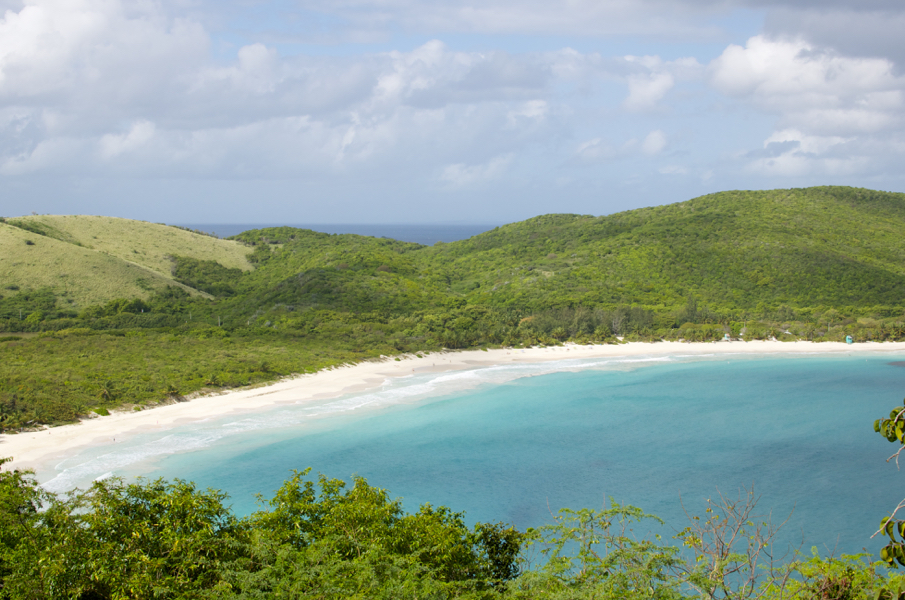
Вид на Фламенко-Бич с высоты птичьего полёта
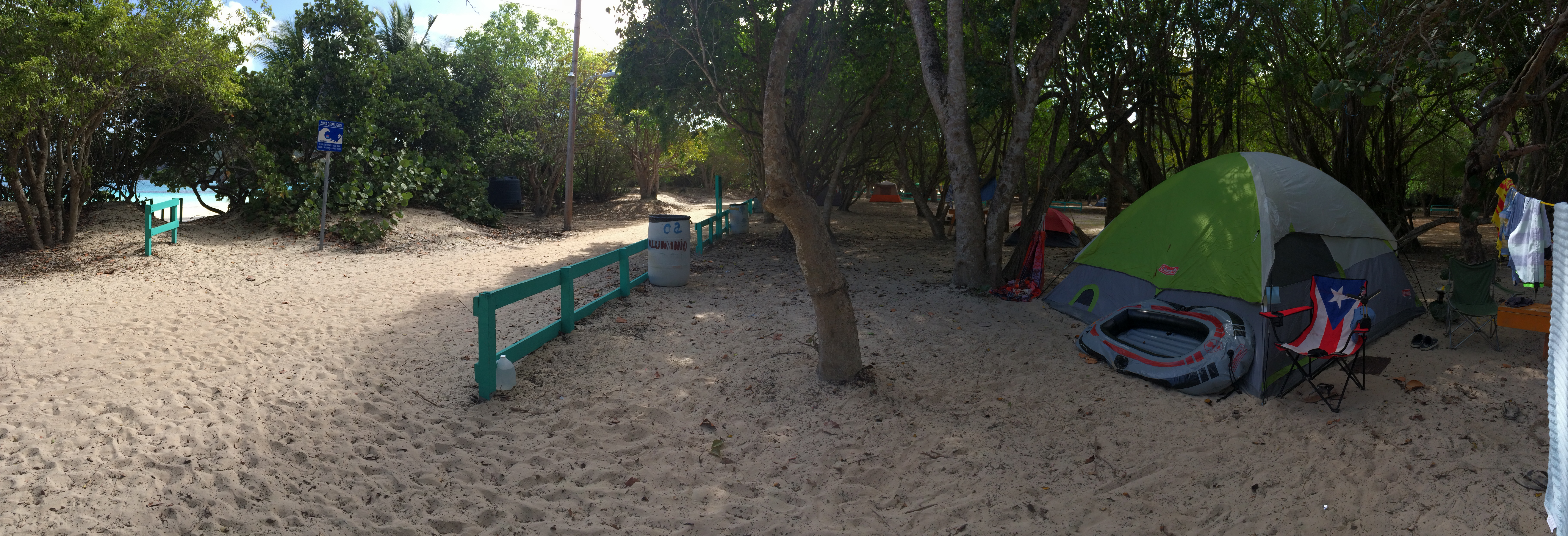
Кемпинг на пляже
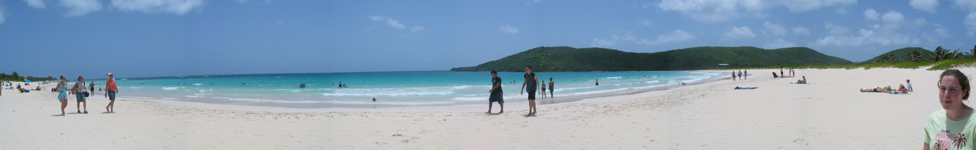
Купающиеся гуляют по пляжу

## Туризм
Пляж Фламенко — лучший пляж в Пуэрто-Рико и один из лучших пляжей в мире. На пляже есть вышки спасателей, киоски с едой, пляжными принадлежностями и лёгкий доступ из города Дьюи (куда прибывает паром).

### Мировой рейтинг по годам
- 3-е в 2014 году по версии TripAdvisor Travelers' Choice Awards[1]
- 8-е в 2015 году по версии TripAdvisor Travelers' Choice Awards[13]
- 6-е в 2016 году по версии TripAdvisor Travelers' Choice Awards[14]
- 13-е в 2017 году по версии TripAdvisor Travelers' Choice Awards[15][16]

### Условия
На пляже есть санузлы, душевые и туалеты. Есть около полудюжины киосков, торгующих местной едой. Сюда входят пина-колада, смузи из манго, буррито с рисом и фасолью и всевозможные морепродукты, от салата из раковин до рыбных шашлыков. На пляже Фламенко есть платный кемпинг с питьевой водой, ванными комнатами и душевыми.

## Отдых
- Плавание: места, обозначенные буйками. Мелководье обеспечивает безопасную среду для пловцов и тех, кто не умеет плавать.

- Солнечные ванны: отличные условия круглый год, но надо остерегайться тропического солнца, так как пребывание без надлежащего солнцезащитного крема может создать неприятные ситуации, такие как солнечные ожоги и сильный зуд при заживлении.

- Подводное плавание с маской и трубкой: здесь есть рифы, ежи, разнообразные виды рыб и другие морские животные.[17]

- Песок: белый песок омывается мелкими бирюзовыми водами.

- Прогулки и походы: подковообразный залив подходит для пеших прогулок, а окружающие тропы предоставляют возможность для наблюдения за птицами или фотографирования окружающей природы.